# Phyllomys mantiqueirensis
Espèce
Statut de conservation UICN

 CR B1ab(iii) : 
En danger critique
Phyllomys mantiqueirensis est une espèce de rongeurs de la famille des Echimyidae. Ce petit mammifère est un rat épineux arboricole. Endémique du Brésil, on ne le rencontre que dans des forêts situées dans une localité de Serra da Mantiqueira où il est en danger critique de disparition.
Cette espèce a été décrite pour la première fois en 2003 par le zoologiste brésilien Yuri Luiz Reis Leite.